# مینگشی
مینگشی (به لاتین: Mingxi County) یک شهرستان در جمهوری خلق چین است که در سانمینگ واقع شده‌است.

## خصوصیات
مینگشی ۱٬۷۰۹ کیلومترمربع مساحت و ۱۱۰٬۰۰۰ نفر جمعیت دارد.